# U.S. Route 50
Pour les articles homonymes, voir Route 50.
L'U.S. Route 50 (US 50) est une route américaine importante, traversant sur sa partie centrale tous les États-Unis de la côte Ouest à la côte Est, reliant sur plus de 4 800 km, West Sacramento en Californie à  Ocean City dans le Maryland sur la côte Atlantique. Jusqu'en 1972, année de son remplacement à partir de Sacramento par des Interstates, les autoroutes inter-états , elle courait (via Stockton, Altamont Pass et le Bay Bridge) jusqu'à San Francisco, au bord de l'océan Pacifique.
Les Interstates furent construites plus tard, et la plupart sont séparées de cette route. L'US 50 sert généralement de corridor au sud des Insterstates I-70 et I-80, et au nord des I-64 et I-40. L'US 50 traverse principalement des régions rurales désertiques et montagneuses à l'ouest des États-Unis, et sa section du Nevada est appelée « La Route la plus solitaire d'Amérique » (« The Loneliest Road in America »). Dans le Midwest, l'US 50 continue à travers des zones principalement rurales et agricoles, ainsi que quelques grandes villes comme Kansas City et Saint-Louis dans le Missouri ainsi que Cincinnati dans l'Ohio. La route continue ensuite vers l'est des États-Unis en passant par les Appalaches en Virginie-Occidentale et la Virginie avant d'arriver à Washington D.C.. À partir de là, l'US 50 continue à travers le Maryland sous la forme d'une voie rapide jusqu'à Ocean City.
Les panneaux à chaque extrémité lui attribuent une longueur de 3 073 miles (4 946 km), mais sa véritable longueur est un peu inférieure à cause des réajustements effectués depuis la mesure affichée. L'US 50 traverse 12 États américains : la Californie, le Nevada, l'Utah, le Colorado, le Kansas, le Missouri, l'Illinois, l'Indiana, l'Ohio, la Virginie-Occidentale, la Virginie et le Maryland, ainsi que le District de Columbia.

## Description du tracé
|       | mi       | km       |
| ----- | -------- | -------- |
| CA    | 109,00   | 175,00   |
| NV    | 409,00   | 658,00   |
| UT    | 335,00   | 539,00   |
| CO    | 468,00   | 753,00   |
| KS    | 448,00   | 721,00   |
| MO    | 264,00   | 425,00   |
| IL    | 166,00   | 267,00   |
| IN    | 171,00   | 275,00   |
| OH    | 209,00   | 336,00   |
| WV    | 196,00   | 315,00   |
| VA    | 86,0     | 138,00   |
| DC    | 8,00     | 13,00    |
| MD    | 150,00   | 240,00   |
| Total | 3 019,00 | 4 859,00 |

### Ouest

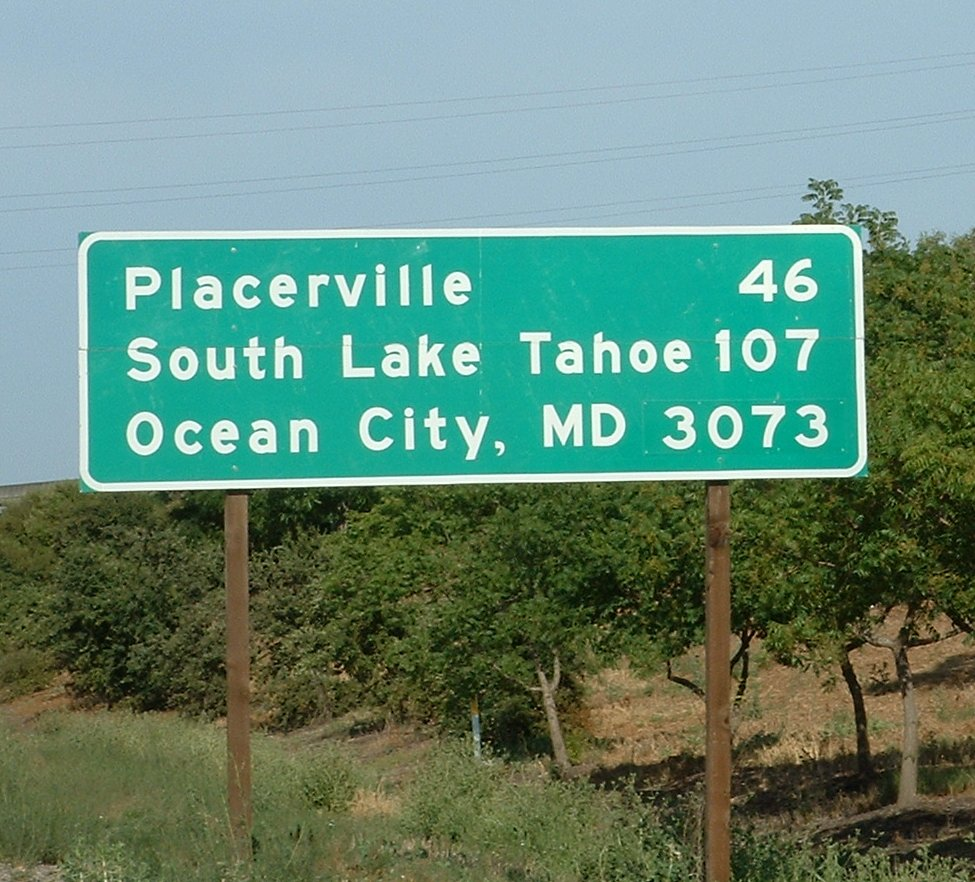
Panneau routier à l'extrémité ouest de la U.S. Route 50.

L'US 50 commence à sa jonction avec l'I-80 à West Sacramento et continue vers Sacramento. La partie de la route à l'ouest jusqu'à son intersection avec la California State Route 99 est également appelée Interstate 305, mais pas indiquée comme telle. La signalisation sur cette portion de route la nomme « Business Loop I-80 » et une partie de cette portion (sur environ 3,3 km) est considérée comme faisant partie de la California State Route 99. À partir de Sacramento, la route part vers l'est sous le nom de William Alexander Leidesdorff, Jr. Memorial Highway, continue en tant que voie rapide au pied des collines de la Gold Country, puis suit l'American River jusqu'à la Sierra Nevada en tant que classique, jusqu'à quitter les sierras à Echo Summit avant de descendre vers le lac Tahoe, où l'autoroute arrive dans le Nevada.

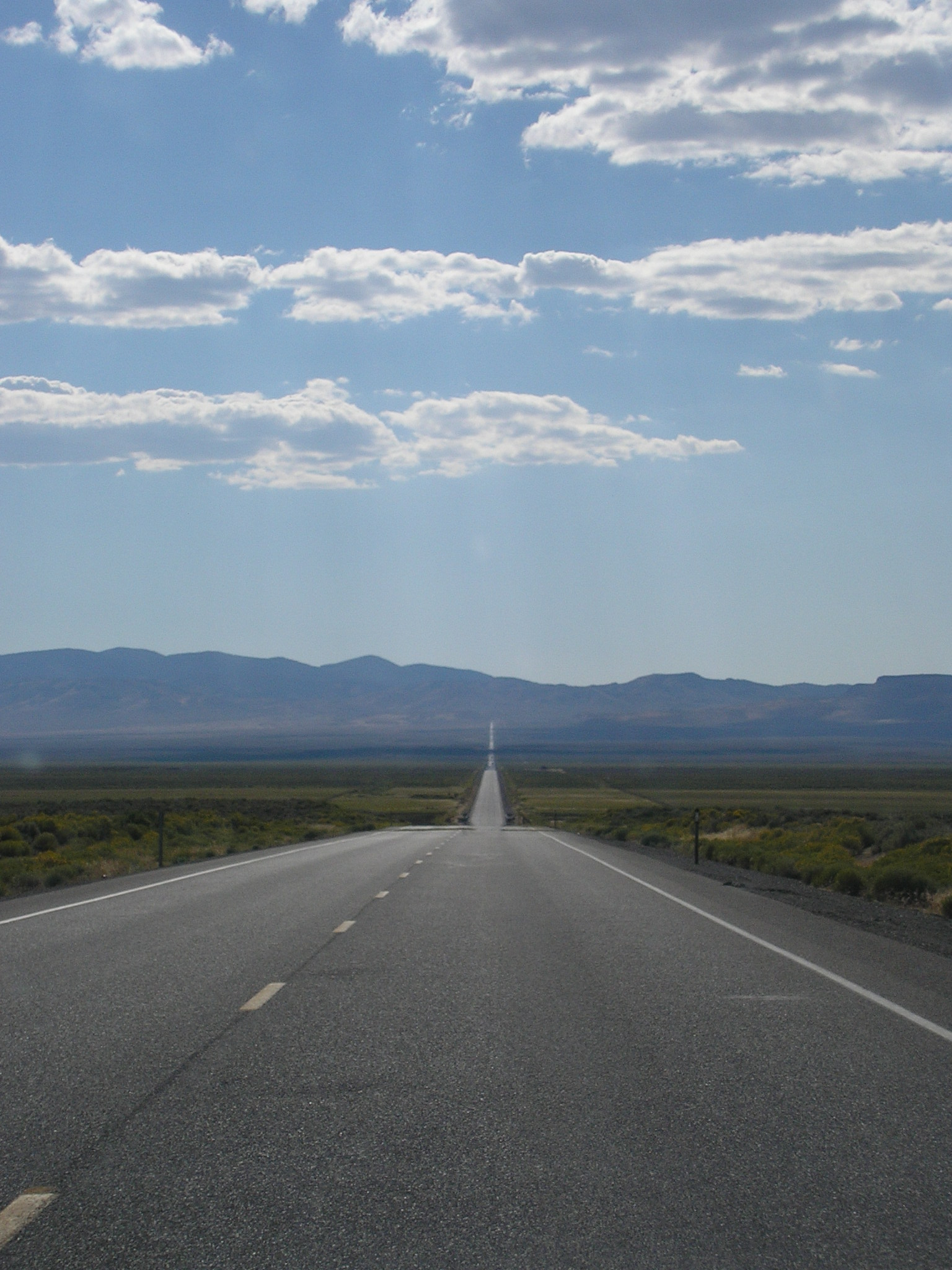
L'US 50 dans le désert du Nevada

Au Nevada, la route croise des montagnes orientées nord-sud qui traversent le désert du Nevada. À l'est de Carson City, elle arrive au cœur du Grand Bassin des États-Unis et ne croise que peu d'habitations et d'aires de service, ce qui lui vaut son surnom de « Route la plus solitaire d'Amérique » (« The Loneliest Road in America »), jusqu'à l'Utah.
En Utah, l'US 50 passe également à travers des zones reculées et peu habitées. Après avoir traversé la chaîne Confusion (en) par le Kings Canyon et la chaîne House, la route passe sur la rive nord du lac Sevier. À Holden, l'US 50 forme un bref multiplex avec l'I-15 en traversant la Chaîne Pavant. Elle se fond ensuite plus longuement avec l'I-70 à Salina, dans la chaîne Wasatch, dans le canyon de San Rafael, et jusqu'au Colorado. L'US 50 quitte l'I-70 en entrant dans cet État, et part vers le sud-est vers Grand Junction et le sud du Colorado. Là-bas, la route monte jusqu'à son altitude la plus élevée (3 448 m), au niveau des Montagnes Rocheuses et du col Monarch où elle croise la ligne de partage des eaux entre Pacifique et Atlantique. Après les Rocheuses, la route passe par le canyon de Royal Gorge vers Cañon City, puis rejoint l'US 400 à Granada et suit la rivière Arkansas jusqu'au Kansas.

### Midwest

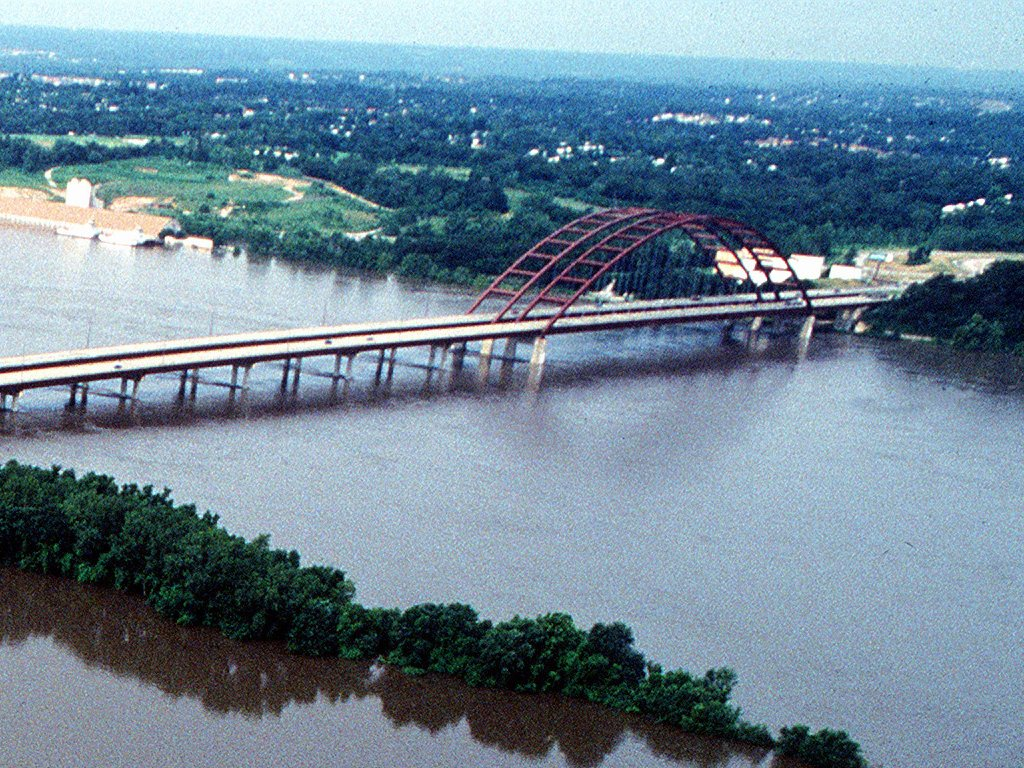
Le pont de Jefferson Barracks sur le Mississippi.

En entrant au Kansas, l'US 50, en multiplex avec l'US 400, suit la rivière Arkansas jusqu'à Dodge City, où elle se sépare de l'US 400 pour se diriger plus au nord. Elle traverse les zones agricoles et les petites villes des Grandes Plaines, principalement en tant que route à deux voies, jusqu'à Emporia, où elle rejoint l'I-35 et passe par l'I-435 pour contourner le centre de la zone métropolitaine de Kansas City. Au Missouri, l'US 50 quitte l'I-435 pour rejoindre l'I-470 à Lee's Summit. C'est alors une autoroute à quatre voies et à deux chaussées séparées qui traverse la plaine de l'ouest du Missouri jusqu'à Sedalia, puis elle continue en tant que route à deux voies jusqu'à California, à une trentaine de kilomètres à l'ouest de Jefferson City.
Elle redevient une autoroute à quatre voies jusqu'à Jefferson City, où elle rejoint l'US 63 juste au sud du pont sur la rivière Missouri. Elle continue sur 19 km à l'est de Jefferson City jusqu'à la rivière Osage, où elle quitte l'US 63 qui part plus au sud. Elle continue alors en tant que route à deux voies, en traversant le nord des Monts Ozarks jusqu'à Union, où elle rejoint l'I-44 pour traverser Pacific. Les routes se séparent à Sunset Hills, où l'US 50 se dirige vers le sud-est et Saint-Louis, en rejoignant l'I-255 pour traverser le Mississippi et atteindre l'Illinois.
Dans cet État, l'US 50 rejoint l'I-64 avant de reprendre son propre itinéraire à l'est d'O'Fallon. Elle continue ensuite vers l'est en passant par Trenton, Breese et Carlyle en traversant la rivière Kaskaskia, puis Salem, Flora et Lawrenceville jusqu'à la rivière Wabash.
L'US 50 entre en Indiana après avoir traversé la rivière Wabash. Elle traverse Vincennes et Washington puis passe par Bedford, Seymour et Versailles. Elle rejoint la rivière Ohio à Aurora, puis entre en Ohio, traversant le centre-ville de Cincinnati par la Fort Washington Way (I-71).
La route traverse ensuite le sud de l'Ohio et passe par Hillsborro, Chillicothe et Athens. Elle rejoint une route à quatre voies nommée Corridor D (Ohio State Route 32) à l'ouest d'Athens. La route rencontre à nouveau la rivière Ohio près de Belpre, et la traverse sur le pont de Blennerhassett Island (en) (auparavant, elle utilisait le pont de Parkersburg-Belpre) pour rejoindre Parkersburg en Virginie-Occidentale.

### Mid-Atlantic

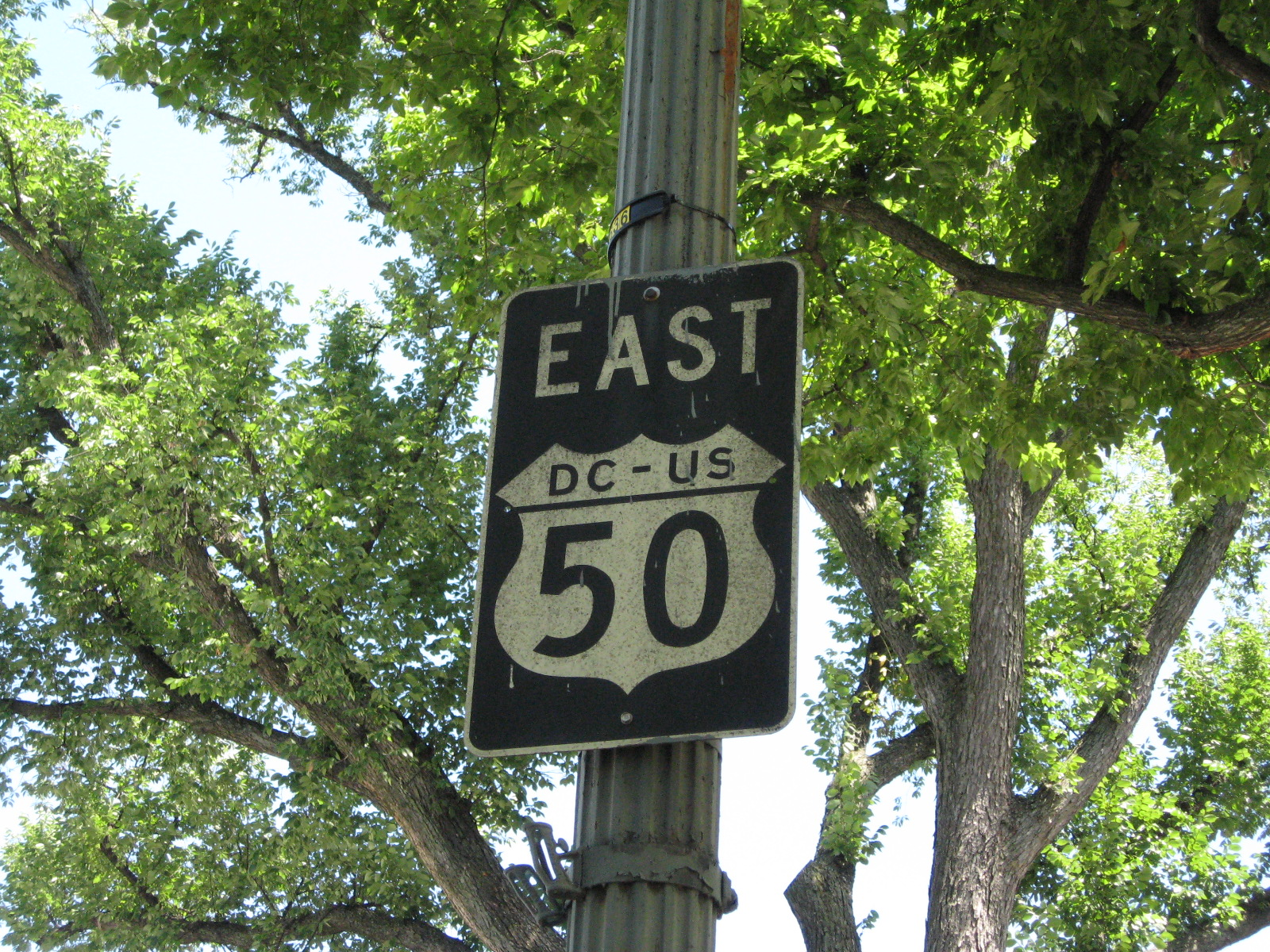
Panneau de la Route 50 sur Constitution Avenue à Washington.

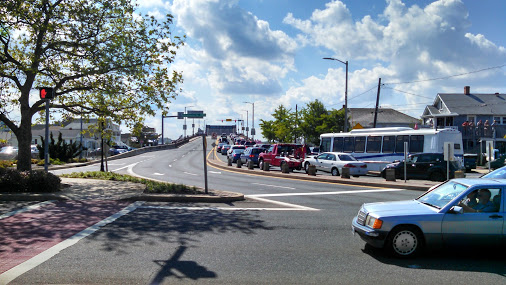
Vue ouest de la Route 50, Ocean Gateway, quittant Ocean City. La pancarte au-dessus de la route indique la distance vers Sacramento, 3073 miles.

La portion de l'US 50 entre Parkersburg et Winchester suit l'ancienne route du Northwestern Turnpike qui traverse le sud du comté de Garrett. De Parkersburg à l'I-79 à l'est de Clarksburg, l'US 50 a été améliorée en route à quatre voies dans le cadre des travaux du Corridor D. Elle redevient une route de montagne à deux voies à partir de l'est de Clarksburg, ainsi qu'à Grafton, une partie du Maryland, et de Romney à Winchester. Cette portion de la route possède tellement de virages que selon les autochtones « on peut se voir venir soi-même » (« you can see yourself coming »). La route devient plus plate après avoir dépassé les Blue Ridge Mountains à l'est de Winchester, et elle suit l'ancienne route de Little River Turnpike entre Aldie et Fairfax, puis le plus récent Arlington Boulevard jusqu'à Rosslyn, où elle croise la frontière du District de Columbia sur la rive du fleuve Potomac, puis rejoint l'I-66 sur le pont Theodore Roosevelt (en).
Dans le District de Columbia, l'US 50 quitte l'autoroute pour emprunter Constitution Avenue, au nord du National Mall et au sud de la Maison-Blanche. Après avoir tourné vers le nord sur la 6th Street Northwest, elle quitte la ville au nord-est par la New York Avenue. En entrant dans le Maryland, elle passe au sud de la Baltimore-Washington Parkway et devient la John Hanson Highway, une autoroute se rendant à Annapolis. La portion de cette route à l'est de la Capital Beltway (I-95 /  I-495) est également appelée, mais pas indiquée comme telle sur les panneaux, I- 595, et elle est rejointe par l' US 301 par le sud à Bowie. La route continue au-delà d'Annapolis sous le nom de Blue Star Memorial Highway et traverse la baie de Chesapeake sur son pont, puis continue vers Queenstown. La Blue Star Highway continue vers le nord-est avec l'US 301 tandis que l'US 50 bifurque vers le sud via Easton et Cambridge, puis vers l'est via Salisbury et vers Ocean City, sur la route à quatre voies nommée Ocean Gateway. L'US 50 prend fin près du bord de l'océan Atlantique, sur Baltimore Avenue (MD 378) ; son départ vers l'ouest se situe à un pâté de maisons à l'ouest, sur Philadelphia Avenue (MD 528).

## Histoire

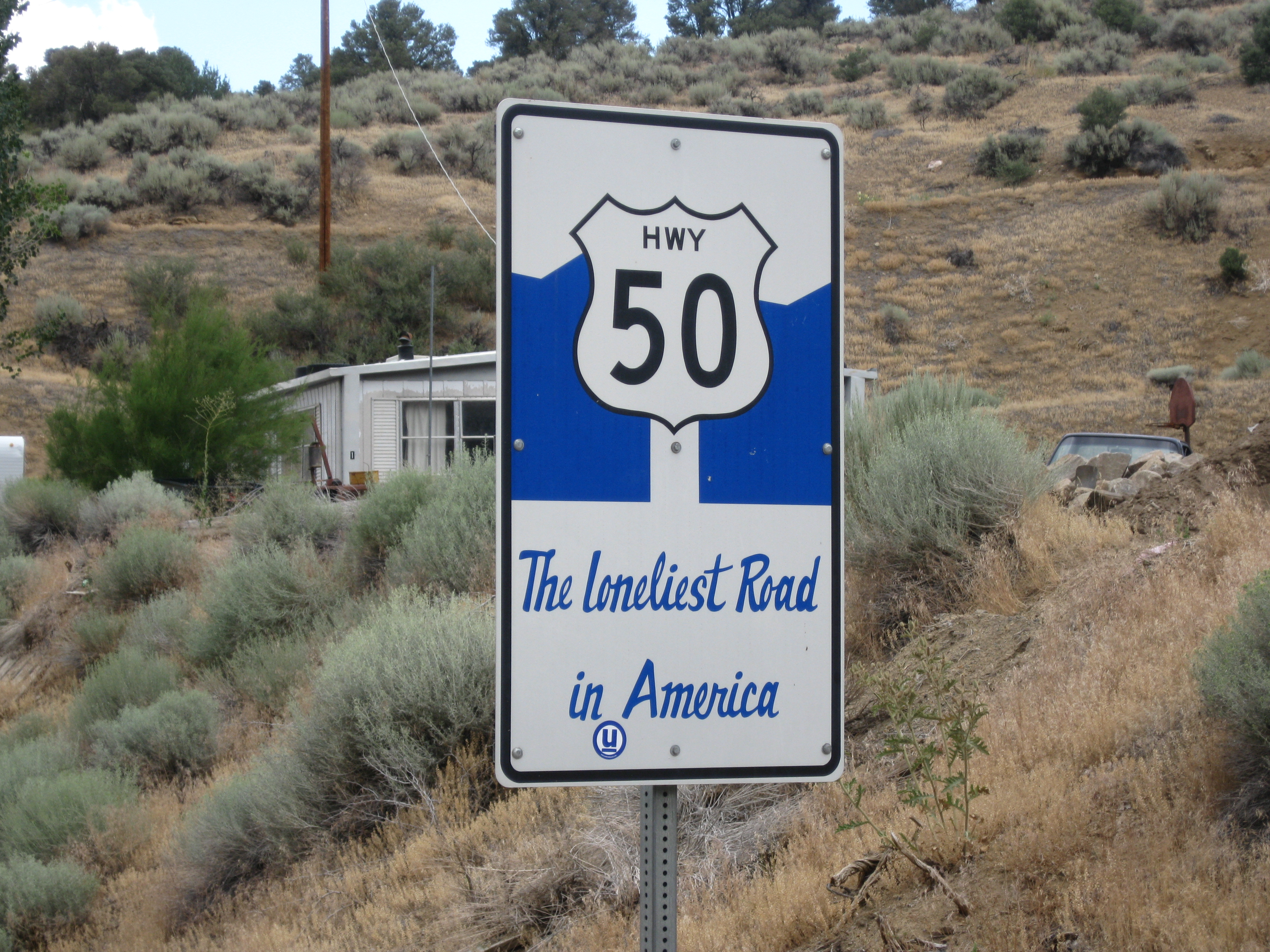
Un panneau indiquant la Loneliest Road in America près d'Austin (Nevada).

L' US 50 a été créée en 1926 en même temps que le premier système autoroutier américain. Le plan original de 1925 traçait l' US 50 de Wadsworth dans le Nevada jusqu'à Annapolis dans le Maryland, en passant par plusieurs routes existantes comme la Lincoln Highway, le Midland Trail et la National Old Trails Road. Le plan final de 1926 l'a plutôt tracée de Sacramento à Annapolis, avec une interruption à l'ouest de l'Utah. L'US 50 a été prolongée jusqu'à San Francisco dans les années 1930 en remplacement de l'US 48, mais cela a été annulé en 1964, lorsque l'Interstate 580 a remplacé une importante partie de l'itinéraire entre les deux villes. L'US 50 a également été prolongée d'Annapolis à Ocean City en 1949, remplaçant en partie l'US 213. L'US 50 était divisée en deux routes nommées US 50N et US 50S, l'une passant par le Kansas et l'autre par l'Ohio et la Virginie Occidentale ; ces deux routes ont maintenant disparu.
Avant la création des Interstate highways après la Seconde Guerre mondiale, l'US 50 était un axe routier est-ouest majeur. Dans le rapport préliminaire approuvé par le Joint Board on Interstate Highways fin 1925, la tracé de l'US 50 allait de Wadsworth dans le Nevada à Annapolis dans le Maryland, en passant par Pueblo, Kansas City, Tipton, Saint-Louis, Cincinnati et Washington. La route ne remplaçait aucune route existante directement, mais combinait plutôt des morceaux de ces routes en une seule route continue. Elle suivait l'ancienne Northwestern Turnpike en Virginie-Occidentale ainsi que des portions d'autres routes historiques. D'autres routes importantes étaient également incluses, comme la Midland Trail dans une partie de l'Indiana, de l'Illinois et du Missouri et dans certaines parties de l'Utah et du Colorado. La National Old Trails Road était utilisée dans le Kansas et l'est du Colorado et la Lincoln Highway dans le Nevada. Dans la plupart des États qui avaient des routes d'état numérotées, l'US 50 ne suivait qu'une ou deux d'entre elles à travers l'État.
Le tracé préliminaire de l'US 50 donna lieu à une controverse. La route devait suivre l'Old Santa Fe Trail (une partie de la National Old Trails Road), tandis qu'une autre route, l'US 250, suivait une route concurrente, la New Santa Fe Trail, au sud. Le Joint Board on Interstate Highways accepta un compromis en approuvant une configuration double pour la route, créant l'US 50N et l'US 50S. Le tracé posait un autre problème à l'ouest de l'Utah, où aucune route de qualité suffisante n'existait pour être utilisée par l'US 50. Le plan final, approuvé en novembre 1926, laissait un trou dans le tracé de la route entre Ely, Nevada et Thistle, Utah. Finalement, plutôt que de faire se terminer la route à Wadsworth, où la Lincoln Highway et la Victory Highway se rejoignaient, il fut décidé de lui faire suivre la Pioneer's Branch de la Lincoln Highway, pour passer au sud du Lac Tahoe et lui faire rejoindre Sacramento en Californie,.

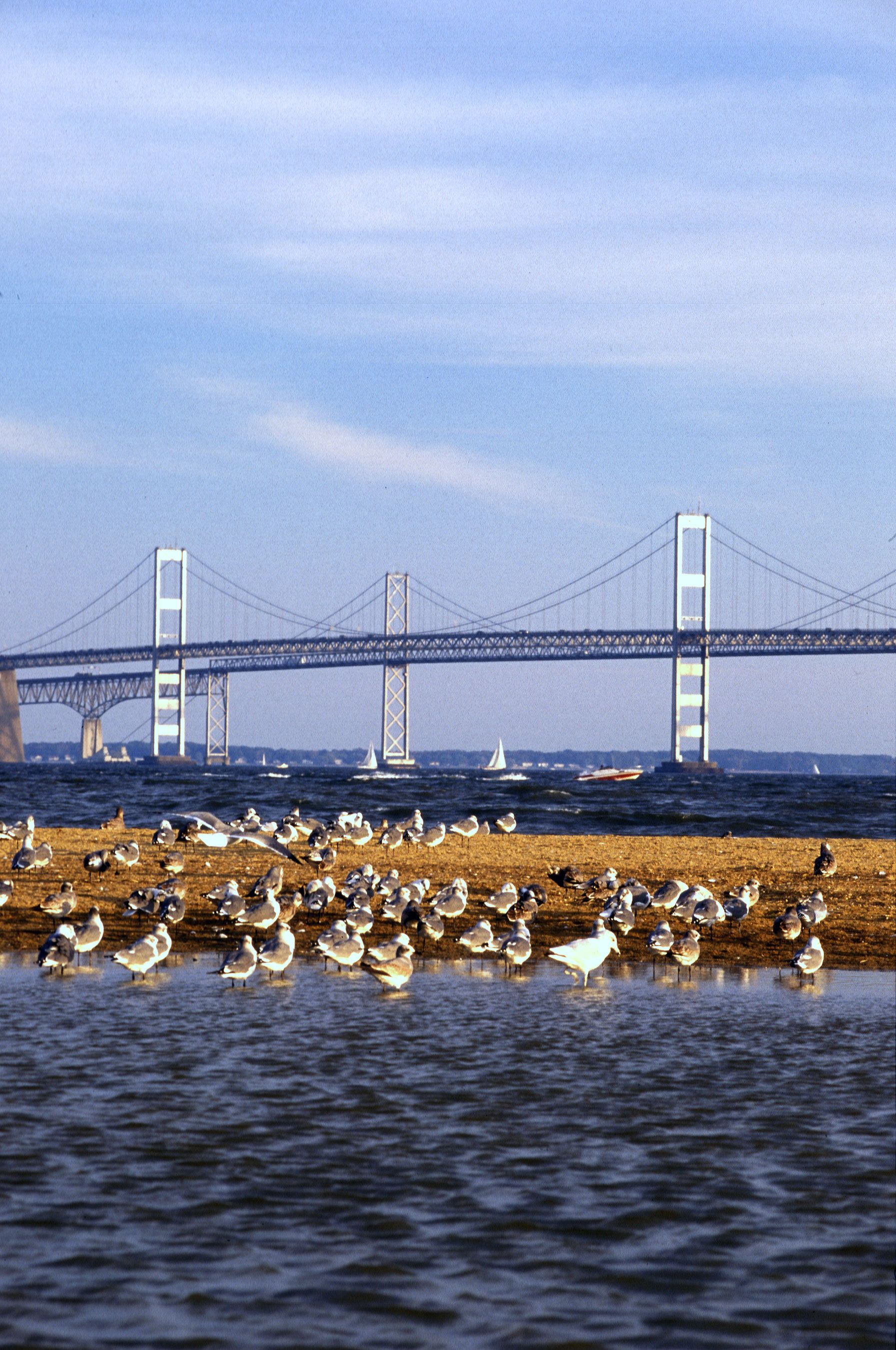
Le pont de la baie de Chesapeake.

L'interruption dans l'Utah fut réparée en faisant passer la route par le nord, traversant le désert du Grand Lac Salé avec l'US 40 pour arriver à Salt Lake City. Elle pouvait ensuite utiliser de longues portions de l'US 93 au Nevada et de l'US 89 en Utah. L'US 6 faisait partie du tracé mais n'était pas encore aménagée ; elle ne fut goudronnée qu'en 1952, et l'US 50 fut déplacée en multiplex avec celle-ci quelques années plus tard. Un autre changement a eu lieu en 1976 lorsque l'US 50 dans le centre de l'Utah fut déplacée au sud sur la nouvelle extension de l'I-70,.
La séparation en deux routes dans le Kansas fut supprimée à la fin des années 1950, le tracé sud devenant le tracé officiel de l'US 50 tandis que le tracé nord devenait une partie de la nouvelle US 56. Il existait une autre séparation en deux routes entre Athens, Ohio et Ellenboro, Virginie-Occidentale entre la fin des années 1920 et le milieu des années 1930, puis l'US 50 fut officiellement placée sur son tracé sud, tandis que la route du nord est actuellement la Ohio State Route 550 et une partie de la West Virginia Route 16.
À son extrémité ouest, l'US 50 fut étendue vers le sud de Sacramento à Stockton, Californie en empruntant l'US 99, puis à l'ouest vers la baie de San Francisco, en remplaçant l'US 48 au début des années 1930. L'extrémité de l'US 50 fut officiellement replacée à Sacramento lors de la renumérotation de 1964 ; le reste de la route à l'ouest de Sacramento fut remplacé par l'I-580.
À l'est, l'US 50 a aussi été prolongée d'Annapolis à Ocean City en 1949, trois ans avant l'ouverture du pont de la baie de Chesapeake en 1952 ; elle remplaçait ainsi la Maryland Route 404 entre Annapolis et Wye Mills (en), et l'US 213 entre Wye Mills et Ocean City. Avant l'ouverture du pont, la Route 50 empruntait un traversier pour traverser la baie de Chesapeake entre Sandy Point et Matapeake, et suivait l'actuelle MD 8 entre Matapeake et Stevensville avant de continuer vers l'est.

## Intersections majeures
Californie
 I-80 à West Sacramento
 I-5 à Sacramento
Nevada
 I-580 / US 395 à Carson City. Les routes forment un multiplex dans la ville.
 US 95 à Fallon. Les routes forment un multiplex dans la ville.
 US 93 à Ely. Les routes forment un multiplex jusqu'à Majors Place.
 US 6 à Ely. Les routes forment un multiplex jusqu'à Delta, Utah.
Utah
 I-15 au nord-est de Holden. Les routes forment un multiplex jusqu'à Scipio.
 US 89 à Salina. Les routes forment un multiplex dans la ville.
 I-70 à Salina. Les routes forment un multiplex jusqu'au sud-ouest de Mack, Colorado.
 US 6 / US 191 à l'ouest de Green River. L'US 6 / US 50 forment un multiplex jusqu'à Grand Junction, Colorado. L'US 50 / US 191 forment un multiplex jusqu'à l'ouest de Thompson Springs.
Colorado
 I-70 à Grand Junction
 US 550 à Montrose
 US 285 à Poncha Springs. Les routes forment un multiplex dans la ville.
 I-25 / US 85 / US 87 à Pueblo. Les routes forment un multiplex dans la ville.
 US 350 à La Junta
 US 287 au sud de Wiley. Les routes forment un multiplex jusqu'à Lamar.
 US 385 à Lamar. Les routes forment un multiplex jusqu'à Granada.
 US 400 à Granada. Les routes forment un multiplex jusqu'à l'ouest de Dodge City, Kansas.
Kansas
 US 83 au nord de Garden City. Les routes forment un multiplex jusqu'à Garden City.
 US 56 / US 283 à Dodge City. L'US 50 / US 56 forment un multiplex jusqu'à Kinsley. L'US 50 / US 283 forment un multiplex jusqu'à l'ouest de Wright.
 US 183 à Kinsley
 US 281 au sud de Saint John
 I-135 / US 81 à Newton. Les routes forment un multiplex dans la ville.
 US 77 à Florence
 I-35 / I-335 à Emporia
 I-35 à l'est d'Emporia. Les routes forment un multiplex jusqu'à Lenexa.
 US 75 au sud d'Olivet
 US 59 à Ottawa. Les routes forment un multiplex jusqu'au nord-est d'Ottawa.
 US 56 à Gardner. Les routes forment un multiplex jusqu'à Lenexa.
 US 169 à Olathe. Les routes forment un multiplex jusqu'à Lenexa.
 I-435 à Lenexa. Les routes forment un multiplex jusqu'à Kansas City, Missouri.
 US 69 à Overland Park
Missouri
 I-49 / I-470 / US 71 à Kansas City. L'I-470 / US 50 forment un multiplex jusqu'à Lee's Summit.
 US 65 à Sedalia
 US 54 / US 63 à Jefferson City. L'US 50 / US 63 forment un multiplex jusqu'au nord de Westphalia.
 I-44 au sud de Villa Ridge. Les routes forment un multiplex jusqu'aux limites entre Sunset Hills et Kirkwood.
 I-270 à Sunset Hills
 US 61 / US 67 aux limites entre Sunset Hills et Kirkwood. Les routes forment un multiplex jusqu'à Mehlville.
 I-55 à Mehlville
 I-255 à Mehlville. Les routes forment un multiplex jusqu'à Caseyville, Illinois.
Illinois
 I-64 à Caseyville. Les routes forment un multiplex jusqu'à O'Fallon.
 US 51 à Sandoval. Les routes forment un multiplex dans la ville.
 I-57 à Salem
 US 45 au nord-ouest de Flora. Les routes forment un multiplex jusqu'à l'est de Flora.
Indiana
 US 41 / US 150 à Vincennes. L'US 41 / US 50 forment un multiplex dans la ville. L'US 50 / US 150 forment un multiplex jusqu'à Shoals.
 I-69 à l'est de Washington
 US 231 à Loogootee. Les routes forment un multiplex dans la ville.
 I-65 à Seymour
 US 31 à Seymour
 US 421 à Versailles. Les routes forment un multiplex dans la ville.
 I-275 à Greendale.
Ohio
 US 27 / US 42 / US 52 / US 127 à Cincinnati
 I-71 / I-75 à Cincinnati. L'I-71 / US 50 forment un multiplex dans la ville.
 I-471 à Cincinnati
 US 52 à Cincinnati
 US 68 à Fayetteville
 US 62 à Hillsboro
 US 23 / US 35 à Scioto Township. L'US 23 / US 50 forment un multiplex dans le township. L'US 35 / US 50 forment un multiplex jusqu'à Schrader.
 US 33 à Athens. Les routes forment un multiplex jusqu'à Athens Township.
Virginie-Occidentale, première partie
 I-77 à l'est de Parkersburg
 US 19 à Clarksburg
 I-79 à Clarksburg
 US 250 au sud-ouest de Pruntytown. Les routes forment un multiplex jusqu'à Pruntytown.
 US 119 à Grafton
Maryland, première partie
 US 219 à Red House
Virginie-Occidentale, deuxième partie
 US 220 au sud-est de New Creek. Les routes forment un multiplex jusqu'à Junction.
Virginie
 US 11 / US 17 / US 522 à Winchester. L'US 11 / US 50 forment un multiplex dans la ville. L'US 17 / US 50 forment un multiplex jusqu'à Paris. L'US 50 / US 522 forment un multiplex jusqu'au sud-est de Winchester.
 I-81 à Winchester
 US 340 à Waterloo
 US 15 à Gilberts Corner
 I-66 à Fair Oaks
 US 29 à Fairfax. Les routes forment un multiplex dans la ville.
 I-495 aux limites entre Annandale, Merrifield et West Falls Church
 I-66 à Arlington. Les routes forment un multiplex jusqu'à Washington, D.C.
District de Columbia
 US 1 à Washington, dans le National Mall. Les routes forment un multiplex jusqu'à Mount Vernon Square.
 I-395 à Washington, à Mount Vernon Square
Maryland, deuxième partie
 I-95 / I-495 / I-595 à Lanham. L'I-595 n'est pas indiquée, mais forme un multiplex avec l'US 50 jusqu'à Annapolis.
 US 301 à Bowie. Les routes forment un multiplex jusqu'au sud-ouest de Queenstown.
 I-97 à Parole
 US 13 à Salisbury. Les routes forment un multiplex dans la ville.
 US 113 à Berlin
 MD 528 à Ocean City

## Routes auxiliaires
- US 150, route ouest-est reliant Moline, Illinois à Louisville, Kentucky en passant par l'Indiana.
- US 250, route ouest-est reliant Sandusky, Ohio à Richmond, Virginie en passant par la Virginie-Occidentale.
- US 350, route sud-nord reliant Trinidad et La Junta, au Colorado.
- US 550, route sud-nord reliant Bernalillo, Nouveau-Mexique à Montrose, Colorado.